# Horalabiosa joshuai
Horalabiosa joshuai és una espècie de peix cipriniforme de la família dels ciprínids.

## Morfologia
- Els mascles poden assolir 9 cm de longitud total.[3][4]

## Hàbitat
És un peix d'aigua dolça i d'alta altitud.

## Distribució geogràfica
Es troba a Àsia: l'Índia.